# TLDR News
A TLDR News é uma rede de notícias baseadas no YouTube, criado em 2017 no Reino Unido, por Jack Kelley. O nome TLDR é um acrónimo para "too long; didn't read", uma forma de internetês para "muito longo; não li".

## História
A TLDR News foi criado em 2017, pelo britânico Jack Kelley, um licenciado em ciências da computação de 20 anos (à época), com o intuito de mostrar notícias de forma a atrair as camadas mais jovens. O foco do canal eram as notícias do Reino Unido. Este país deparava-se, na altura, com as negociações do Brexit, que ajudaram ao crescimento inicial do sucesso do canal. Além disso, para o próprio Jack Kelley, também a falta de competição dos media tradicionais fizeram fomentar desde o início o TLDR News.
A rede de canais, antes sediada na zona sul de Londres, funciona agora em Clerkenwell, numa zona mais central da cidade, e tem 10 funcionários a tempo inteiro. O rendimento da TLDR News provém de, entre outros, receitas de anúncios do YouTube e parcerias com a Nebula, rede à qual está filiada.
Em 2024, um estudo da Reuters revelou que a TLDR News é um veículo de notícias popular nos grupos de consumidores mais jovens, tal como são outras organizações que seguem o mesmo estilo nas redes sociais.
Este veículo pertence à empresa Three26 Ltd, que é totalmente controlada pelo fundador Jack Kelly.

## Conteúdos
A TLDR News tem vários canais de YouTube, que se especializam em diferentes áreas.
| Nome do Canal    | Descrição                                                                               | Subscritores (17/07/2025) | Visualizações (17/07/2025) | N.º Vídeos (17/07/2025) |
| ---------------- | --------------------------------------------------------------------------------------- | ------------------------- | -------------------------- | ----------------------- |
| TLDR News UK     | Canal focado na política do Reino Unido. Primeiro canal a ser criado.                   | 865 mil                   | 198 216 456                | 1169                    |
| TLDR News EU     | Canal focado na política da União Europeia e nos países da Europa.                      | 1,02 milhões              | 241 482 790                | 900                     |
| TLDR News Global | Canal que aborda a política ao redor de todo o planeta.                                 | 1 milhão                  | 202 026 952                | 887                     |
| TLDR Daily       | Canal que faz um pequeno resumo de notícias da política mundial do dia.                 | 246 mil                   | 45 665 586                 | 757                     |
| TLDR Business    | Canal focado em assuntos económicos. Atualmente, não é criado conteúdo para este canal. | 219 mil                   | 15 051 174                 | 114                     |
| TLDR Podcasts    | Canal de podcasts e conversas, normalmente entre os membros da TLDR News.               | 51 mil                    | 2 907 232                  | 194                     |

Dependendo dos eventos que se desenrolam, a periodicidade e duração dos conteúdos publicados varia; contudo, em praticamente todos os canais da TLDR News, os vídeos rondam os 10 minutos de duração. Um dos vídeos de maior sucesso dos canais foi o The UK Election Results Explained (Os Resultados das Eleições do Reino Unido Explicados). Vale também ressaltar que os seus conteúdos foram já alvo de comentário e análise. O vídeo do TLDR News EU Is This the Beginning of the End for Orbán? (É Este o Início do Fim para Orbán?) foi base para um artigo por parte do magazine conservador Hungarian Conservative, onde se tentam refutar as ideias-base do vídeo.
Além dos conteúdos no YouTube, a TLDR News conta ainda com uma revista por assinatura, Too Long, disponível em versão digital e/ou física, que aborda mais a fundo temas da política internacional.